# 逢隈駅
逢隈駅（おおくまえき）は、宮城県亘理郡亘理町大字逢隈下郡（おおくましもごおり）にある、東日本旅客鉄道（JR東日本）常磐線の駅である。

## 歴史
- 1960年（昭和35年）10月1日：日本国有鉄道の逢隈信号場として開設[4]。
- 1987年（昭和62年）4月1日：国鉄分割民営化により、東日本旅客鉄道（JR東日本）の信号場となる[4]。
- 1988年（昭和63年）8月2日：駅に昇格、逢隈駅開業[3][4]。
- 2003年（平成15年）10月26日：ICカード「Suica」の利用が可能となる[5]。
- 2011年（平成23年）9月26日：岩沼駅信号設備火災に伴い、構内の信号設備が使えないため、当駅 - 岩沼駅間で当駅を出入口とするスタフ閉塞式を施行。運転要員が臨時配置された。
- 2024年（令和6年）10月1日：えきねっとQチケのサービスを開始[1][6]。

## 駅構造
島式ホーム1面2線を有する地上駅である。自動券売機と簡易Suica改札機を備えた無人駅である（ホームに入る踏切の手前にプレハブの建物があり、管理駅の岩沼駅から駅員が派遣されることもある）。駅前広場に待合所が設置されている。
当駅は線形改良で出来た駅でもあり、下り線は右手に折れて本線に戻るが、用地はそのまま直線になっており、これが旧線である。岩沼方から来る新線はこの駅では上り線となって、本線になる。

### のりば
| 番線 | 路線    | 方向 | 行先               |
| ---- | ------- | ---- | ------------------ |
| 1    | ■常磐線 | 上り | 原ノ町・いわき方面 |
| 2    | ■常磐線 | 下り | 岩沼・仙台方面     |

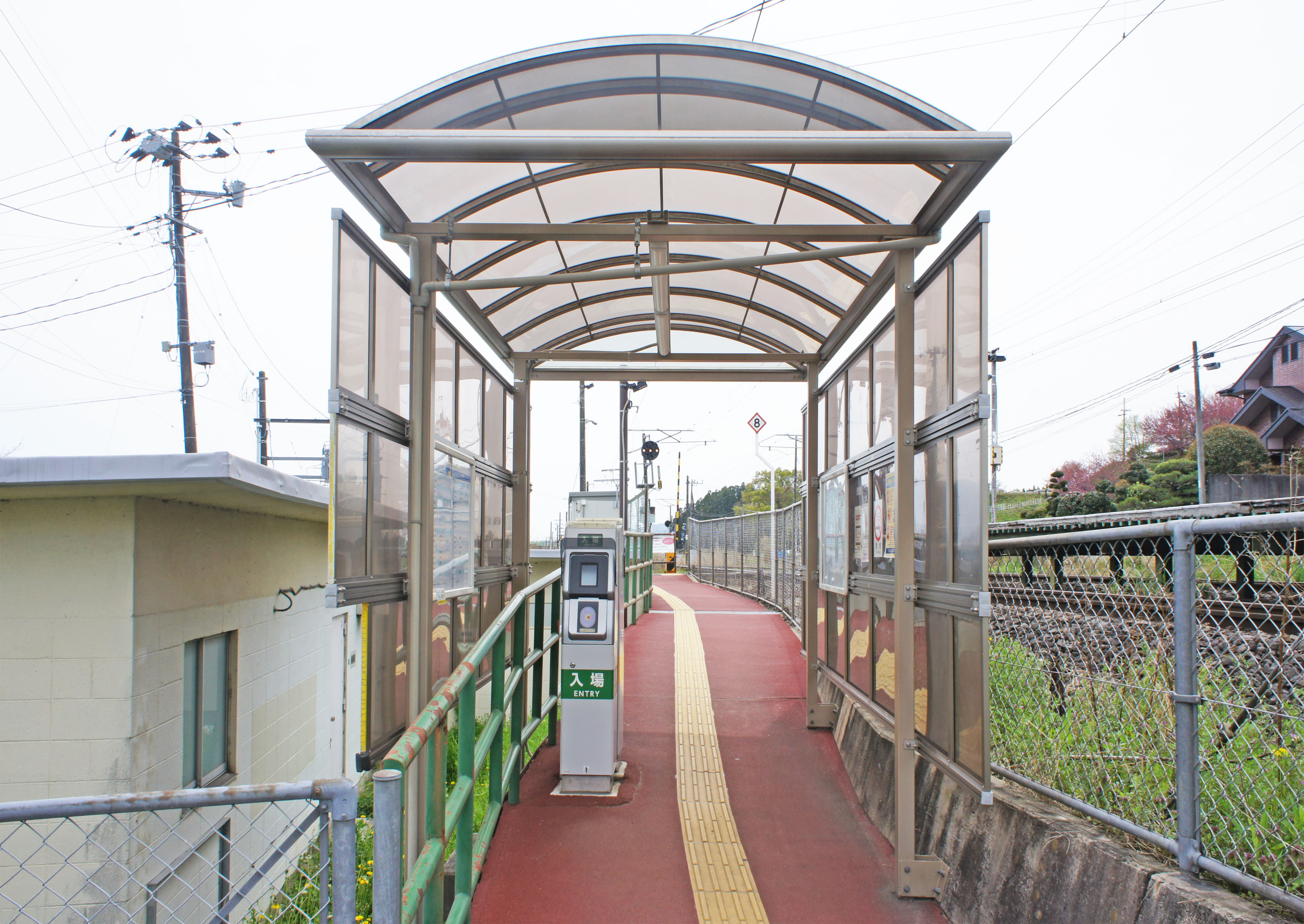
改札口（2022年4月）
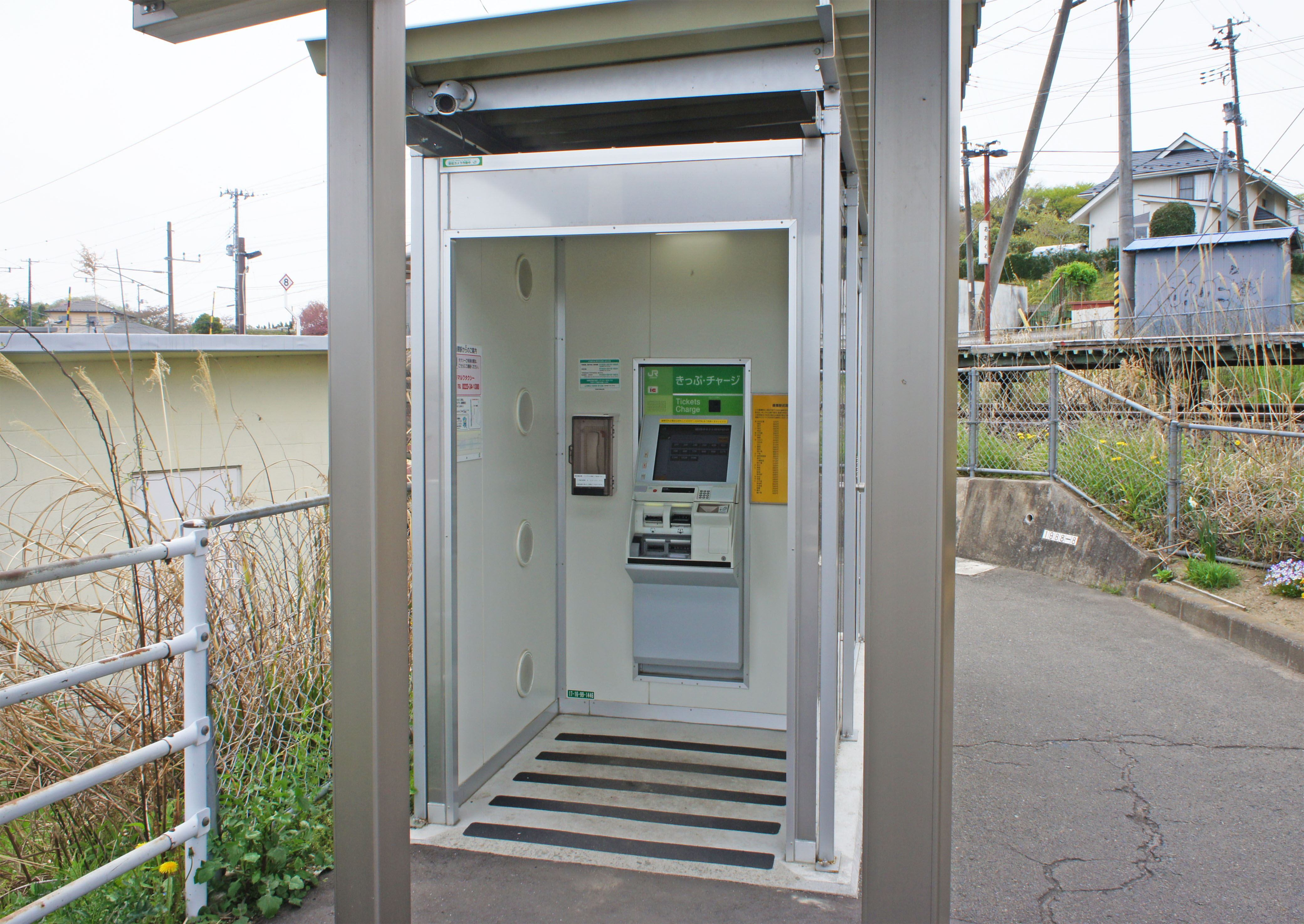
券売機（2022年4月）
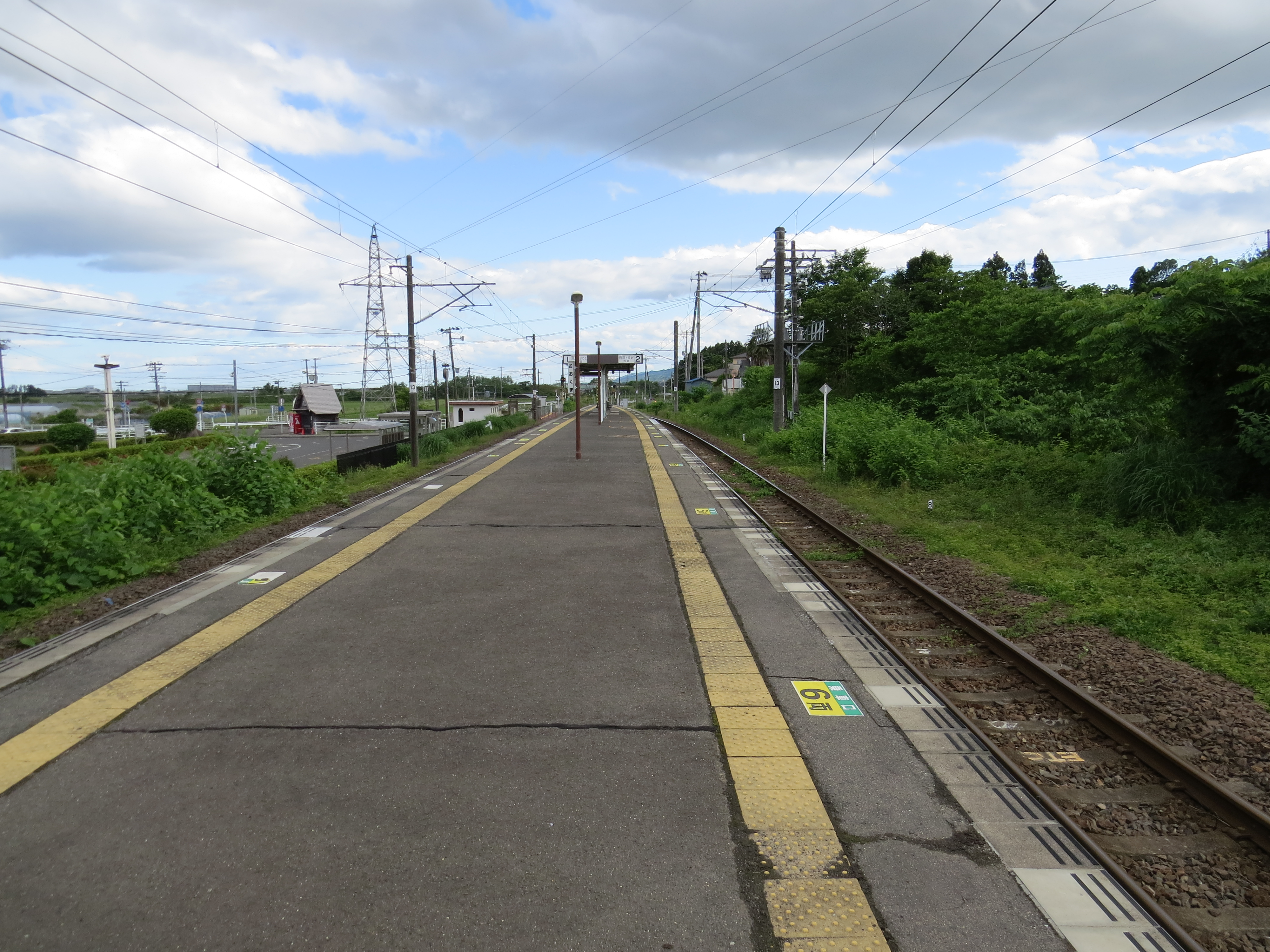
ホーム（2017年6月）
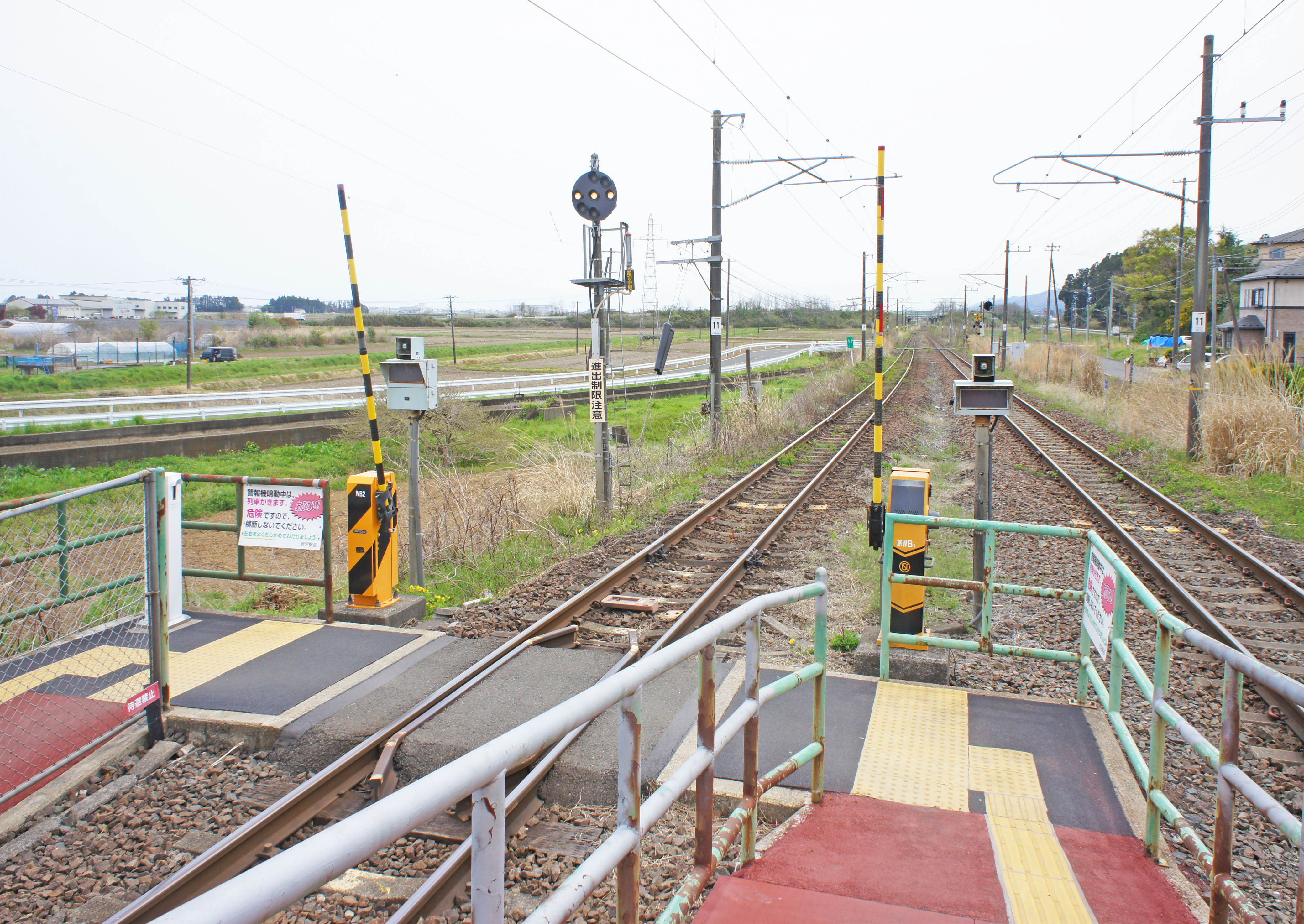
構内踏切（2022年4月）
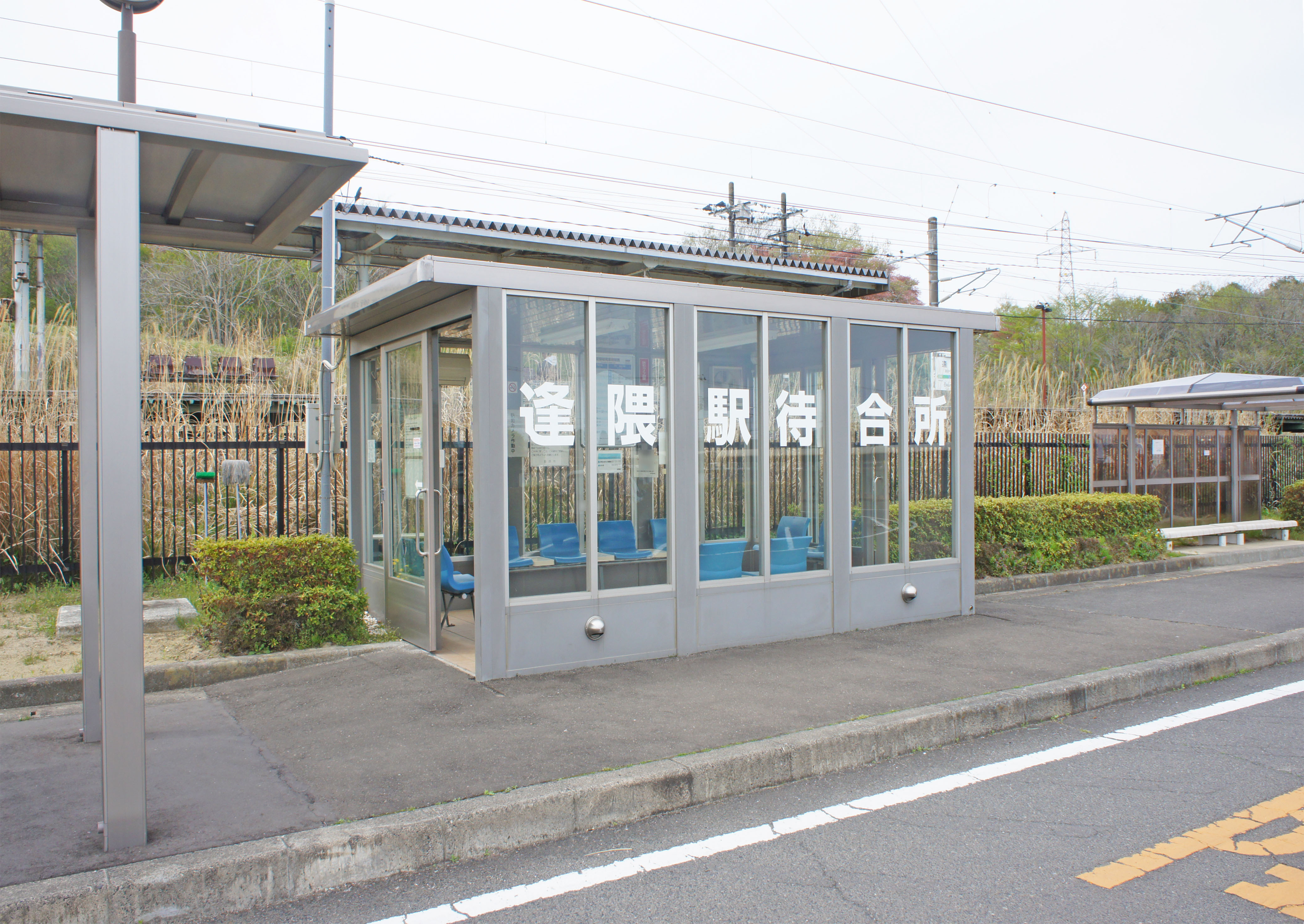
駅前に設置されている待合所（2022年4月）

## 駅周辺
- 亘理町役場逢隈支所
- 亘理逢隈郵便局
- 三十三間堂官衙遺跡

## 隣の駅
東日本旅客鉄道（JR東日本）
■常磐線
亘理駅 - 逢隈駅 - 岩沼駅